# Riti dei Masai
Tutta la vita di un masai è scandita da riti che hanno la funzione di rafforzare il senso di appartenenza al gruppo, e di sottolineare il prestigio sociale ottenuto. Infatti, uno degli obiettivi del masai è quello di salire costantemente in status sociale e di ottenere il riconoscimento come anziano saggio e dalla parola autorevole. Le donne seguono un percorso diverso, ma anche per loro è importante crescere in autorevolezza di fronte al gruppo.

## Primi passi
Alla nascita, un bambino riceve un nome provvisorio dato dalla madre. Quello vero sarà scelto con una cerimonia uguale per maschi e femmine. Si tratta dell'embarnoto e nkerai. Il nome viene scelto dal padre, che non sarà presente alla nascita. La sua presenza potrebbe portare complicazioni al parto. Egli se ne sta lontano e, quando avvisato da amici, tornerà a casa, normalmente 6–7 giorni dopo la nascita del bambino. La cerimonia del nome prevede l'uso dello sgabello degli anziani, su cui verranno posti i capelli del piccolo rasati dalla madre o da una nonna.
Quando il ragazzo è pronto ad andare coi più grandi al pascolo, entra nello stato di ayiokisho. L'infanzia termina con endungoto oo layiok, la recisione dei ragazzi. I quali formano un nuovo gruppo che li porterà alla circoncisione e alla costituzione di un nuovo gruppo d'età.
In questo periodo si hanno varie cerimonie; la più importante è la engilata olpiron, (olpiron significa rametto per il fuoco), guidata dal oloibon, l'esperto del sacro. Segue quella dell'unzione dei ragazzi, enturoto e motonyi. Da questo momento gli iniziati cadono sotto l'autorità degli anziani che hanno acceso il fuoco per loro dopo la engilata olpiron. Gli anziani in questione sono del secondo gruppo d'età precedente il nuovo gruppo formato.
Dopo circa quattro anni, questo gruppo riceverà il permesso di celebrare la enkipaata. Fondamentalmente è una danza che dura vari giorni, al termine della quale il gruppo riceve un nome. Alcune sezioni maasai celebrano subito dopo la emouo o lkiteng, il corno del bue; per altre questo avviene più tardi come momento successivo di crescita, nel quale si determina chi avrà l'onore di svolgere incarichi ufficiali all'interno del gruppo. Dopo questa celebrazione, il gruppo degli iniziati è pronto per ricevere la circoncisione, emurata.
La prima è chiamata emurata e tatene, la circoncisione della mano destra; questo gruppo prenderà la denominazione di olporror le dukuya, il primo gruppo di circoncisione. I partecipanti procederanno velocemente attraverso gli stadi di noviziato, olairbartani, e di rasati, olbarnoti. La rasatura è segno dell'imminente entrata nel gruppo dei guerrieri. Per tutto questo periodo i giovani fanno ancora parte al gruppo dell'infanzia.
Il secondo gruppo di circoncisione, olporror le isadi, quello della mano sinistra, inizia la sua preparazione e ripete tutte le cerimonie del primo gruppo. Al termine di questa seconda circoncisione, emurata e kedianye, i due gruppi sono riuniti e questo segna la fine dell'infanzia. Sono pronti per la fase di emurano, l'essere guerrieri.

## Moran

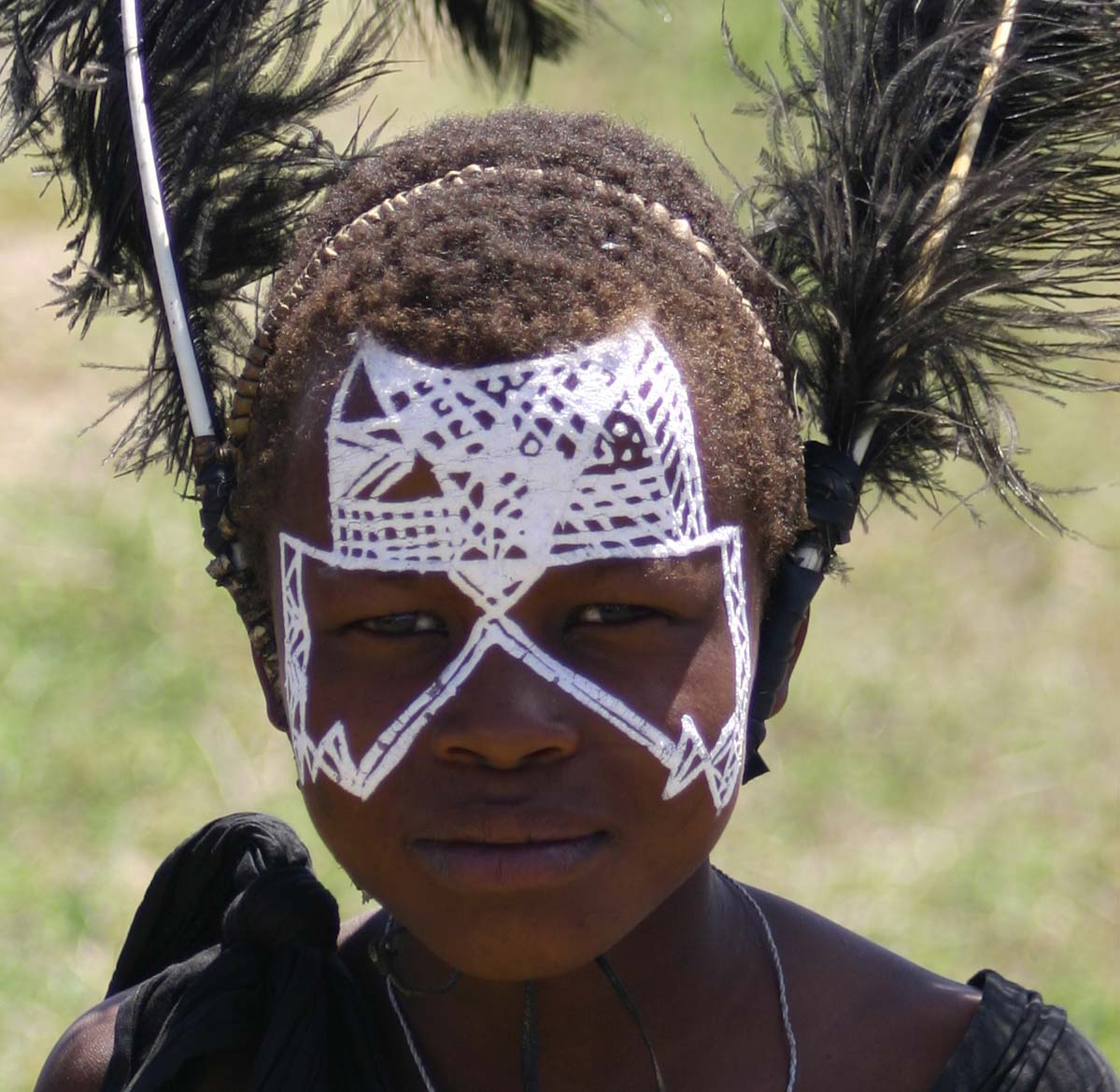
Un moran con i segni dell'iniziazione.

Quella dei moran è la classe più conosciuta tra i maasai. Il loro abbigliamento caratteristico e l'esposizione al mondo turistico hanno colpito l'immaginazione occidentale. Il gruppo dei guerrieri inizia con olkilia, il gruppo più giovane e il giovane maasai ne viene introdotto con la cerimonia del olkiteng loo nkulanen, il bue dai tappi per le orecchie, seguita da altre cerimonie di benedizione. I giovani potranno anche organizzare un olpul, festino a base di carne, in un luogo ombroso, vicino a un corso d'acqua, dove una vacca viene sacrificata. La più celebre tra le cerimonie maasai è l'eunoto, piantare. Con questo rito dalla preparazione lunga e laboriosa, i giovani guerrieri passano allo stato di guerrieri anziani. Uno speciale accampamento, manyatta, viene costruito, con al centro, spostata un poco di lato, la osinkira, una casa alquanto vasta preparata per la cerimonia.
Durante l'eunoto alcuni guerrieri vengono scelti per funzioni ufficiali e una nuova enkipaata viene celebrata. I cinque funzionari e 49 guerrieri reputati moralmente buoni uccidono il bue che sarà mangiato. La cerimonia dei vitelli dello sputo, ilasho loo nkamulak, chiude la festa. I guerrieri continuano nella funzione di difensori della tribù. Con il passare degli anni, avranno luogo i primi matrimoni. È il tempo di passare allo stadio di anziani, passaggio segnato dalla cerimonia olngesher; i nuovi anziani mangiano carne e bevono latte. Presso alcuni gruppi è una cerimonia pubblica e richiede la costruzione di un nuovo insediamento; per altri invece è solo privata. Con questa cerimonia finisce il tabù che vieta ai guerrieri di mangiare carne e bere latte in presenza di donne.

## Anziani
Dopo circa cinque anni, lo stesso gruppo si ritroverà, con le prime mogli, a celebrare la festa dello sgabello, olorika. Lo sgabello è segno dell'anzianità e ha un ruolo in vari riti. Questa cerimonia segna il definitivo passaggio nella categoria degli anziani; i due gruppi di iniziazione si uniscono in un nuovo gruppo d'età.
Gli anziani guidano la vita della comunità attraverso il consiglio, enkiguena, e nel decidere sui riti di iniziazione, dando così vita al ciclo che porterà i giovani all'anzianità. Controllano anche il matrimonio, aspetto che sta ora cambiando profondamente; sono sempre di più i giovani che si allontanano dalle pratiche tradizionali. Così l'autorità degli anziani e il loro controllo sulla società stanno mutando.
Nel passato, quando l'anziano moriva, veniva avvolto in una pelle e lasciato all'aperto. Se era un uomo importante, veniva coperto di pietre, per evitare che gli animali ne mangiassero il corpo. In alcune sezioni maasai i riti funebri sono diversi. Il morto viene spogliato e i monili rotti, eccetto il braccialetto metallico chiamato olkataar  questo viene destinato dal padre stesso, quando ancora in vita, a uno dei figli che lo porterà come ricordo. La salma viene poi unta con grasso e olio e avvolta in una pelle di vacca. Oggi la sepoltura è praticata da tutti.
Dopo il mezzogiorno, quando cioè il sole inizia a calare, il corpo viene interrato vicino all'entrata del recinto delle vacche, con la testa a nord e il volto piegato ad est, verso il sole nascente.
Il luogo della sepoltura non viene marcato, ma rimane presente nella memoria delle persone. Anche i riti funebri stanno mutando.

## Ruolo della donna
La vita della donna è ritmata da un numero limitato di celebrazioni. La sua presenza presso la famiglia inizia con l'embarnoto e enkerai. Durante l'infanzia, entitoisho, la bambina rimane a casa e impara a pascolare gli agnelli che rimangono vicino all'enkang e alla casa. Con il passare del tempo, la bambina inizierà a seguire le donne al fiume per attingere acqua e raccogliere legna.
Con la pubertà giunge il tempo dell'emurata, la circoncisione femminile  o clitoridectomia. Questa cerimonia, a differenza di quella maschile, è privata. Dopodiché, la giovane passa attraverso alcuni stadi (enkairbatani, novizia, embarnoti, rasata/giovane, esiankiki, in età da marito) per essere pronta al matrimonio. Oggi questa divisione tende a sparire e il periodo tra circoncisione e matrimonio varia da zona a zona.
Nel passato una giovane donna (16-17 anni) avrebbe sposato un uomo al primo stadio di anzianità (28-30 anni), o comunque una persona molto più anziana. Oggi questa differenza va sparendo, soprattutto presso i kaputiei e kikunyuki, anche per l'influenza di altre tribù e della vita cittadina. Con il matrimonio, fatto col rito di enkiyama, la donna entra nell'olporror del marito, ma rimane membro del proprio clan.
La donna sposata vorrà diventare entoomononi, madre, prima possibile. Parteciperà a varie cerimonie, tra cui endoomono, e delegazioni per chiedere contributi per le feste e favori agli anziani. La moglie è normalmente vicina al marito durante le cerimonie che lo riguardano. Con l'età arriverà il titolo di kokoo, nonna. La kokoo ha un ruolo importante nella conduzione della casa e nell'educazione dei bambini; lavorando dietro le quinte farà sentire la sua autorità. Il suo parere sarà ascoltato, provvedendo così un polo di potere che può essere usato anche dalle altre donne dell'enkang.